# Lorena Brandl
Lorena Brandl, född 15 maj 1997, är en tysk taekwondoutövare. 

## Karriär
I oktober 2022 tog Brandl guld i +67 kg-klassen vid Grand Prix i Manchester efter att ha besegrat franska Althéa Laurin i finalen. Följande månad tog hon brons i +73 kg-klassen vid VM i Guadalajara. I oktober 2023 tog Brandl även brons i +67 kg-klassen vid Grand Prix i Taiyuan.
I maj 2024 tog Brandl guld i +73 kg-klassen vid EM i Belgrad efter att ha besegrat turkiska Nafia Kuş i finalen.